# Brătășanca
Brătășanca – wieś w Rumunii, w okręgu Prahova, w gminie Filipeștii de Târg. W 2011 roku liczyła 567 mieszkańców.